# Дермографизъм
В дерматологията дермографизъм е състояние, което се провокира чрез леко одраскване или натиск върху кожата. При това остават ясно видими следи, обикновено червени на цвят и „написаната дума“ се откроява.
Феноменът е обяснен с рефлексна реакция. Във физиологията тя е наречена „аксон-рефлекс“. Рецепторни окончания, локализирани в кожата на човека приемат възникналото дразнене. Те го превръщат в нервен импулс, който се предава по аферентен (възходящ) път до неврона. Този неврон дава разклонение, което завършва в близките кръвоносни съдове. Така информацията за регистрираното дразнене, освен че продължава към централните отдели на нервната система, се предава и директно към ефекторните структури (в случая това са кръвоносните съдове в кожата). Тяхната реакция на този импулс е вазодилатация (разширяване на съда). Кръвният ток по съда се увеличава и това довежда до видимото зачервяване на зоната.